# 붓

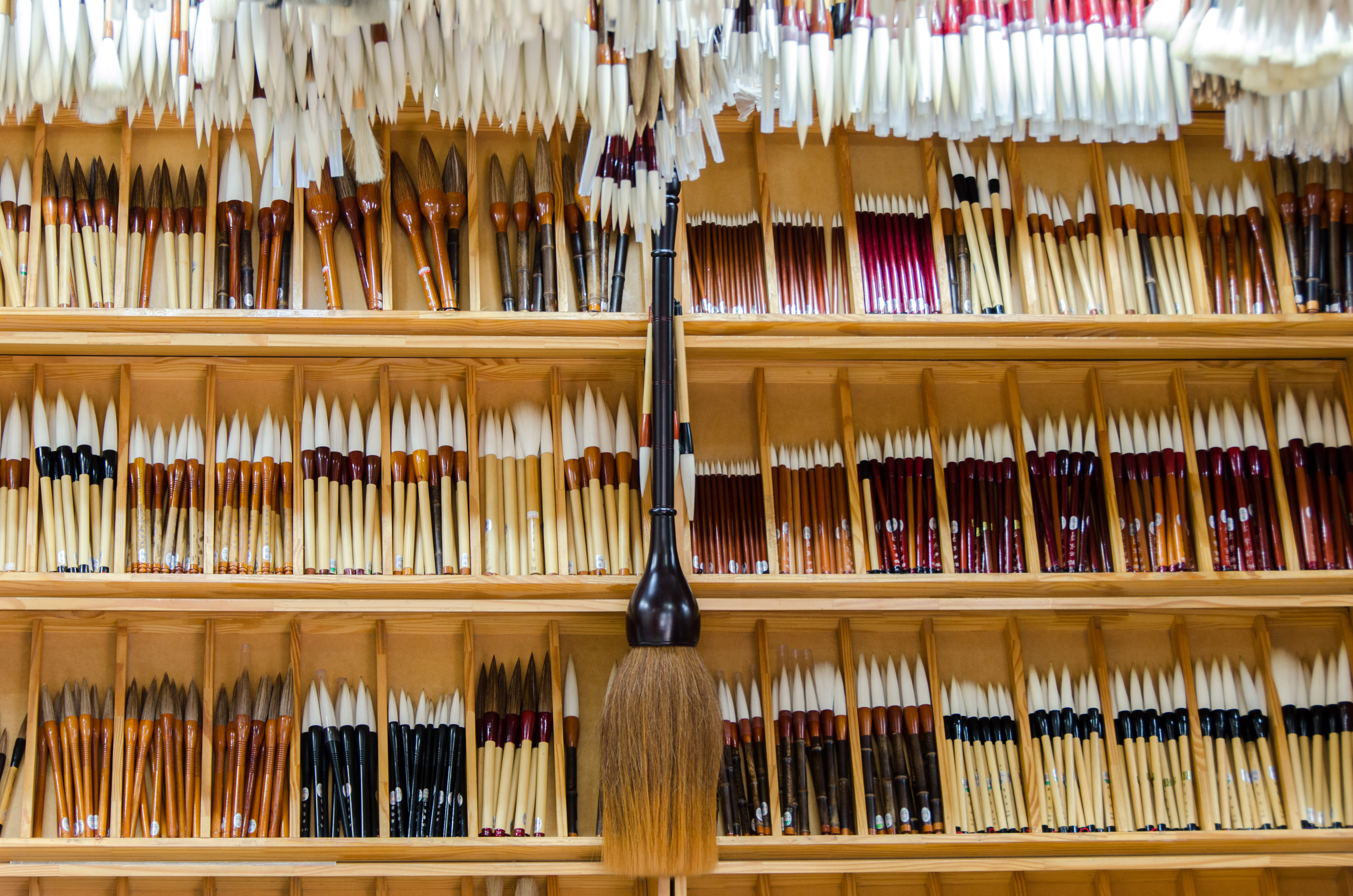
서울의 붓가게

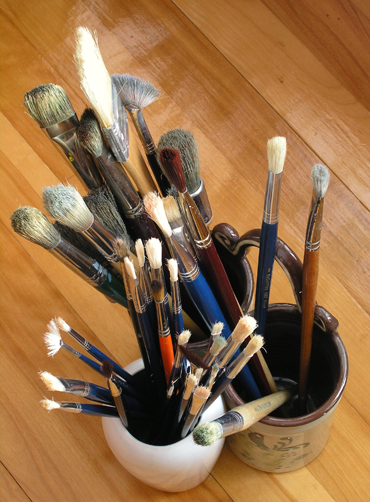

붓(←상고 한어: 筆 [*prud])은 짐승의 털을 추려 모아 원추형으로 만들어 죽관(竹管) 또는 목축(木軸)에 고정시킨 것으로 문방사우(文房四友)의 하나인 서화용구(書畵用具)이다. 털의 끝을 봉(鋒)이라 하며, 털의 끝 부분 반을 전호(前毫), 그의 필두(筆頭)까지의 짧은 털은 부호(副毫)라 한다. 모필(毛筆) 이외에도 죽필(竹筆)·고필(藁筆)·갈필(渴筆) 등이 있다.

## 기원
붓의 기원은 기원전 3세기경 진(秦)나라의 몽염(蒙恬)이 처음으로 만들었다고 전해지고 있으나, 전부터 있었던 붓을 개량한 사람으로 보는 등 설이 구구하다. 한(漢)나라 때의 붓은 낙랑(樂浪) 유허에서 실물이 출토된 바 있으나 그것은 짐승의 털을 묶어서 가느다란 대나무 끝에 끼워 실로 동여매어 고정시킨 것이었다. 왕희지(王羲之)는 유명한 난정서(蘭亭叙)를 쥐수염으로 맨 서수필(鼠鬚筆)로 썼다고 한다. 붓촉이 길어지기 시작한 것은 9세기 무렵부터였으며, 이 때부터 붓의 변화가 생기기 시작하여 11세기 중엽에는 무심산탁필(無心散卓筆)이라는 붓이 만들어져 서풍(書風)의 변화를 가져왔으며, 18세기부터 양털이 쓰이게 되어 오늘에 이르고 있다.

## 형태

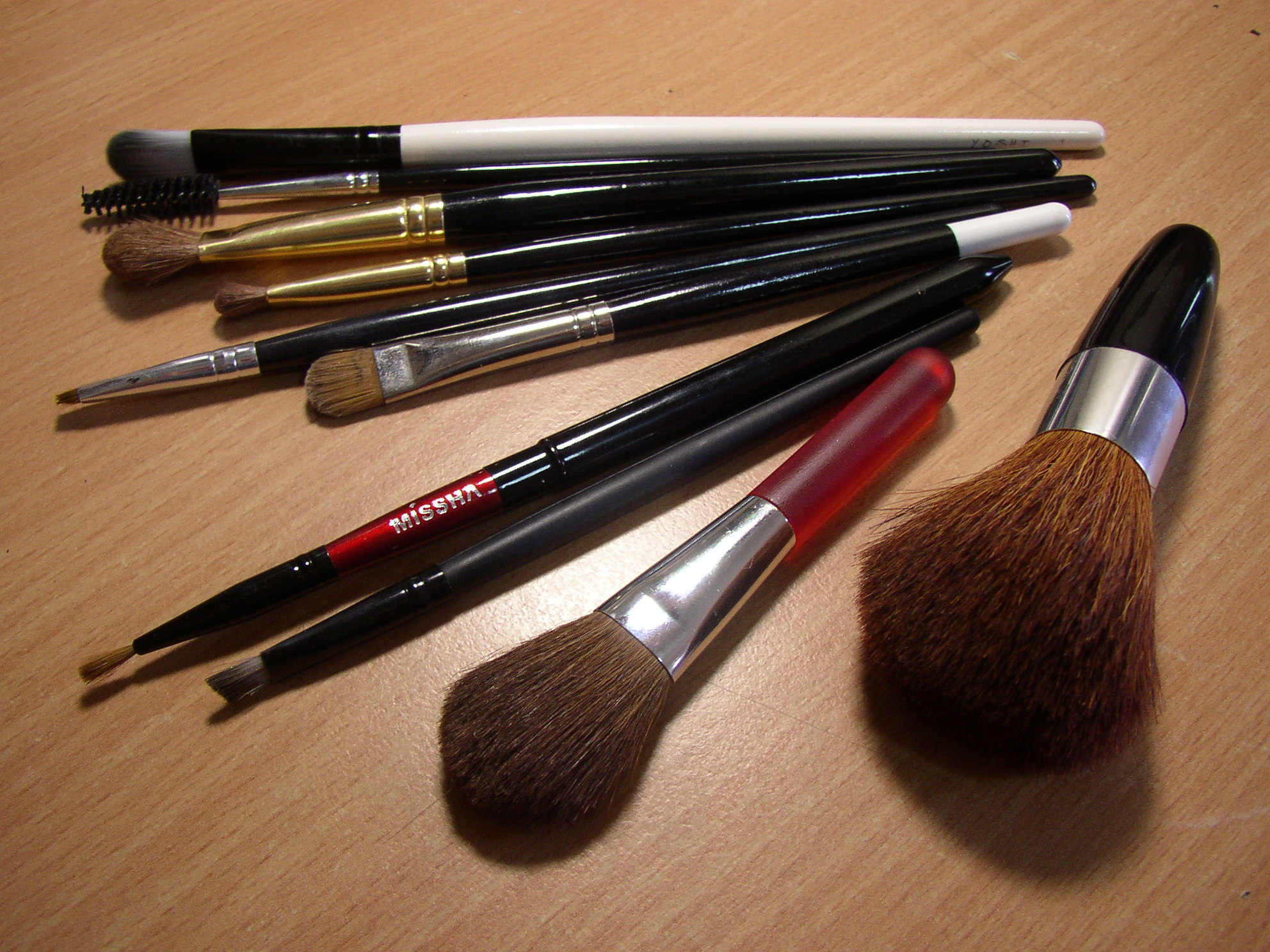

붓의 형태는 축(軸)·수(穗)·초(鞘)의 세 부분으로 이루어져 있다. 축은 붓대, 곧 필관(筆管)으로 자단관(紫檀管)ㆍ대모관(玳瑁管) 등 여러 가지를 사용해 왔으나 대〔竹〕가 제일 좋다. 이 죽관 중에도 백죽관(白竹管)을 으뜸으로 치는데 남원·전주의 대가 유명하다. 수의 재료는 여우·토끼·노루·이리·사슴·호랑이·산돼지·살쾡이·담비·쥐수염·개·말 등의 털이 사용되었다. 이 털은 강(剛)·유(柔)를 겸하기 위해 두 가지를 섞어 쓰기도 한다. 이 중 가장 많이 쓰던 털은 족제비꼬리털인 황모(黃毛)와 날다람쥐털인 청모(靑毛), 노루 앞다리와 몸뚱이 사이에 난 털인 장액(獐腋)과 양털인 양호(羊毫)가 있다. 붓을 만드는 순서는 털을 추려 모아서 길이가 같은 것을 잘 다스린 다음 백지(白紙)에 말아서 잠을 재운다. 그리고 그 끝을 마사(麻絲)로 감아 칠로 굳힌 다음 축의 선단(先端)에 붙인다. 붓은 털이 가늘고 길어야 운필(運筆)이 뜻대로 된다. 옛말에 붓이 제 구실을 하려면 사덕(四德)을 갖추어야 한다고 한다. 사덕이란 첨(尖, 붓끝이 뾰족할 것), 제(齊, 가지런할 것), 원(圓, 둥글게 정리되어 갈라지지 않을 것), 건(健, 튼튼할 것)의 네 가지 조건이 갖추어져 있으면 좋은 붓이라고 한다.

## 좋은 붓의 조건
좋은 붓은 명모(命毛, 붓끝이 가장 긴 털)의 선이 가지런하여, 붓끝을 누르면 부드러운 탄력이 손가락에 전해지며 허리가 튼튼하다.

## 대한민국의 붓
한국에서는 족제비털로 맨 황모필(黃毛筆)이 유명하며, 일명 황서필(黃鼠筆)이라고도 한다. 중국 문헌에서는 이 붓을 낭미필(狼尾筆)·서랑모필(鼠狼毛筆) 또는 성성모필(猩猩毛筆)이라 기술하였으며, 일찍부터 중국에 수출되었다.
롯데월드타워는 이러한 대한민국의 붓을 형상화한 마천루이다.

## 같이 보기
- 문방구
- 문방사우
- 서예
- 붓펜

## 참고 문헌
본 문서에는 서울특별시에서 지식공유 프로젝트를 통해 퍼블릭 도메인으로 공개한 저작물을 기초로 작성된 내용이 포함되어 있습니다.